# John Gotti

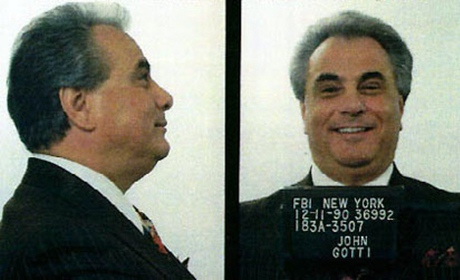
Gotti em dezembro de 1990.

John Joseph Gotti Jr. (27 de outubro de 1940 – 10 de junho de 2002) foi um gângster e chefe criminoso da Família Gambino na cidade de Nova Iorque. Ele orquestrou o assassinato do chefe dos Gambinos, Paul Castellano, em dezembro de 1985, e assumiu o controle da família logo em seguida, tornando-se chefe do que foi descrito como o sindicato do crime mais poderoso da América.
Gotti e seus irmãos cresceram em pobreza e ganharam dinheiro, desde cedo, na vida do crime. Na década de 1970, se associou a Família Gambino e rapidamente se tornou um dos mafiosos que mais traziam dinheiro para a família, se tornando um protegido de Aniello Dellacroce, subchefe dos Gambinos, operando no bairro de Ozone Park, no Queens. Após o FBI indiciar vários membros do seu grupo por venda de narcóticos, Gotti começou a temer pela sua vida e a do seu irmão, acreditando que Paul Castellano o mataria por vender drogas (algo que muitos mafiosos desaprovam). Com esse medo podendo se tornar realidade e em meio à crescente dissensão sobre a liderança da família do crime, Gotti organizou o assassinato de Castellano, em dezembro de 1985. Ele então assumiu a chefia da Família Gambino.
No auge, Gotti era o mais poderoso e o mais perigoso chefe do crime nos Estados Unidos. Durante sua época, ele se tornou amplamente conhecido por sua personalidade franca e estilo extravagante, que lhe rendeu o favor de parte do público em geral. Enquanto outros chefes da Máfia Americana prefiriam ficar nas sombras e sem chamar a atenção, especialmente da mídia, Gotti ficou conhecido como "The Dapper Don" (algo como "O Don Elegante", em tradução livre), por suas roupas caras e personalidade na frente das câmeras de notícias. Ele mais tarde recebeu o apelido de "The Teflon Don" após três grandes julgamentos durante a década de 1980 que resultaram em sua absolvição. Mais tarde, foi revelado que várias testemunhas e membros do júri foram intimidados ou corrompidos pelos homens de Gotti. As autoridades da lei continuaram a juntar provas contra Gotti, grampeando seus telefones, o colocando sob vigilância e investigando seus negócios. De acordo com Sammy Gravano, Gotti chegava a faturar algo em torno de US$5–20 milhões de dólares por ano como chefe dos Gambinos.
O sub-chefe de Gotti, Salvatore "Sammy the Bull" Gravano, ajudou o FBI a finalmente construir um caso contra Gotti na justiça. Em 1991, Gravano concordou em colaborar com a polícia e entregou evidências contra seu chefe e chegou até mesmo a testemunhar contra Gotti após ouvir que ele andou fazendo vários comentários depreciativos sobre Gravano num grampo telefônico que implicou ambos em vários assassinatos. Em 1992, Gotti foi finalmente condenado em cinco acusações de assassinato, conspiração para cometer assassinato, racketeering, obstrução de justiça, evasão fiscal, apostas ilegais, extorsão e agiotagem. Ele foi sentenciado a prisão perpétua sem possibilidade de condicional e foi transferido para a Prisão de Marion, no sul de Illinois. De acordo com Anthony "Gaspipe" Casso, antigo chefe da Família Lucchese, "O que John Gotti fez foi o começo do fim da Cosa Nostra". Enquanto estava na prisão, Gotti faleceu de câncer na garganta, em 10 de junho de 2002, aos 61 anos de idade, no Centro Médico para Prisioneiros Federais em Springfield, Missouri.